# HEMI发动机

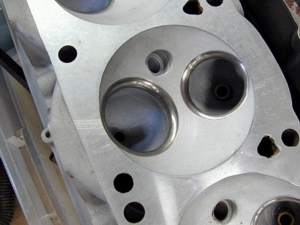
半球形的汽缸蓋

HEMI发动机是內燃機的一種，其名稱源於每個氣缸頂的半球形（hemi-sphere）設計。1948年積架工程師哈利·韋斯特萊克（Harry Westlake）研發出直列6缸的HEMI引擎，及後在勒芒24小時耐力賽贏得D組賽事冠軍。早期HEMI发动机的最大优势在于燃烧室效率，火花塞設于半球形燃烧室顶部中央的位置，进排气门分列在燃烧室两侧，相對於平顶的設計，HEMI发动机大大增加了汽油燃燒的比率。這優勢一直持續到1970年代，而且廣受美國車廠採用，新的发动机技术如多气门结构、可變氣門正時和点火提前角技术、稀薄燃烧和缸内直喷等，加上HEMI引擎相對較重、整體引擎體積較大和生產成本昂貴等缺點，使得HEMI引擎開始沒落。

## 外部連結
- CNET On Cars: Car Tech 101: Hemi engines explained（页面存档备份，存于）